# 有懿
有懿（英文名：Youyi，1980年10月11日—），本名林有懿，印尼文姓名Iriana Halim，新加坡影视主持人、时事主播、演员。
新加坡前新传媒经纪合约艺人，2017年约满离巢，恢复自由身。
2012年，有懿于新传媒《红星大奖2012》中，获颁“最佳时事节目主持人”奖项，也是她的第一座影视奖座。有懿的努力也获得肯定，也凭着幽默机智的反应成了许多新传媒U频道电视节目的首选主持人，同时也是《狮城有约》的灵魂人物之一。

## 个人背景
父亲为印尼华侨、母亲为越南华侨，有懿自幼在臺灣成长，就读敦化国小以及民权国小。一直到14岁才来到新加坡念书，就读中正中学。2003年毕业于新加坡南洋理工大学（Nanyang Technological University （页面存档备份，存于））会计系。2008 年，有懿重返校园，另修新加坡新跃社科大学 (Singapore University of Social Sciences （页面存档备份，存于） 前身：Singapore Institute of Management) 翻译系学系，并且在 2012年以卓越的课业成绩获颁 SPH Awards of Excellence - 铜奖。
有懿在家中排行老二，胞姐为饮食以及健康达人林有慧（Julina Halim），弟弟则是家中的老幺。

## 演艺生涯
有懿曾在高中时期参加新传媒电台属下的 「YES 93.3」醉心频道所主办的DJ选拔赛，并在比赛中获得第二名的优异成绩。同届参赛者包括 「YES 933」的前DJ，林佩芬。比赛后，有懿考进南洋理工大学会计系，并在大学毕业前，参加So Drama! 娱乐旗下的中文广播电台「88.3Jia」的甄选，亮眼的表现让她成功被录取，2003年正式成为全职电台DJ。
2008年，有懿受邀为新传媒的时事节目《早安！您好》试镜。同年，有懿正式加入电视台，并在几个月内，成为节目的主要主持人之一。
加入电视台后，获得不少提升的机会。2011年至2014年，有懿多次担任电视慈善筹款节目的大会司仪，其中包括了《2011年公益献爱心》、《2013年真情无障碍》、《2014年爱分享分享爱》等大型筹款节目。此外，有懿也在2013年至2017年之间，接下4次《新加坡装艺大游行 Chingay》的主持棒子。除此之外，有懿也开始转战综艺节目主持的领域，许多主持代表作品于U频道播出。2018年播出的《有何贵食》亦是U频道第一季度的收视冠军！
除了主持工作，有懿尝试戏剧表演，2007年参演新加坡华艺节的舞台剧《十年之痒》演出，2016年担任舞台剧《起飞》的主角之一。
电视剧方面，曾在一年接下多达4部电视剧，戏剧作品包括：《Missy 先生》、《祖先保佑》、《118》、《来自水星的男人》。最令观众印象深刻的是2016年播出的《大英雄》里头的“龅牙妹”秀珍一角。
尝试了许多不同演艺工作后，有懿最终还是钟情于主持工作。她目前正在积极策划以及制作 Facebook 直播节目《有懿直播室》。内容包括与专业人士讨论企业运作模式、都市人生活作息、艺人嘉宾聊天室等。

## 影视作品

### 舞台剧、电视电影
- 2007年：《十年之痒》
- 2011年：《天降运财》
- 2014年：《我是孝子》
- 2014年：《菲说不可》

### 电视剧
| 年份   | 劇名            | 角色   | 備註 | 性質           |
| 2014年 | Missy 先生      | 張秀雅 | 與王沺裁、童冰玉、曹國輝、黄馨慧、謝宏輝、胡佳琪合演 | 特别主演       |
| 2014年 | 最愛是你        | Laura  | 與方展發、陳鳳玲、陳欣淇、王禄江、郭舒賢合演 | 客串           |
| 2014年 | 祖先保佑        | 歐陽璇 | 與陳泓宇、陳漢瑋、姚文隆、劉子絢、林湘萍、馬藝瑄合演 | 女配角         |
| 2014年 | 118             | 謝麗美 | 與周初明、陳漢瑋、潘玲玲、徐彬、張振寰、姚懿珊、曾詩梅、沈惠怡、周崇慶、劉玲玲、黎沸揮、李家慶、雅慧、洪凌、陳天文、張鈞淯、王樂妍、蘇智誠、孫欣佩、王冠逸、黃思恬、馬藝瑄合演 | 女配角         |
| 2015年 | 吉人天相        | 陳潔希 | 與李南星、陳莉萍、朱厚仁合演 | 女配角         |
| 2016年 | 家有一保        | 吳家欣 | 與張為、李茵珠、周初明、郭蕙雯、沈志豪合演 | 女配角         |
| 2016年 | 快樂第一班      | 郭靜文 | 與陳欣淇、陳莉萍、向雲、周初明、馮偉衷合演 | 女配角         |
| 2016年 | 十年…你還好嗎？ | 惠玲   | 與瑞恩、蔡琦慧、陳邦鋆、黃俊雄合演 | 客串           |
| 2016年 | 來自水星的男人  | 沈薏琳 | 與陳漢瑋、方展發、馮偉衷、許美珍、蔡琦慧、黃思恬合演 | 女配角         |
| 2016年 | 大英雄          | 秀珍   | 與陳泓宇、陳漢瑋、劉子絢、陳邦鋆、蔡琦慧、沈惠怡合演 | 女配角         |
| 2016年 | 音乐剧《起飞》  | 林美玲 | 與陳軒昱、羅美儀、黄超群、包勳評、文慧如合演 | 三大女主角之一 |

## 主持作品
| 年份 | 节目名称                                                     | 备注 |
| ---- | ------------------------------------------------------------ | ---- |
| 2008 | Good Morning Singapore 早安您好                              |      |
| 2011 | ComChest TrueHearts 2011公益献爱心                           |      |
| 2012 | Starry Starry Night 2012 美好的一天-第四届中国新加坡大型歌会 |      |
| 2012 | The Right One (TesTube实验室) 非你莫属                       |      |
| 2012 | Smart @ Work 上班不留白                                      |      |
| 2013 | Hair Challenge 101 Series 8 护发动员101                      |      |
| 2013 | Silver Carnival 5 银色嘉年华5                                |      |
| 2013 | Smart @Work 2 上班不留白 2                                   |      |
| 2013 | Chingay 2013 妆艺大游行 2013                                 |      |
| 2013 | SPD Charity Show 2013 真情无障爱                             |      |
| 2014 | Hello Singapore 狮城有约                                     |      |
| 2014 | ComChest Care & Share Charity Show 爱分享分享爱              |      |
| 2014 | Where to Stay 到底住哪里                                     |      |
| 2014 | Hair Challenge 101 Series 9 护发挑战101                      |      |
| 2014 | Silver Carnival 6 银色嘉年华6                                |      |
| 2014 | Silver Carnival 7 银色嘉年华7                                |      |
| 2014 | Silver Carnival 8 银色嘉年华8                                |      |
| 2014 | Star Awards 20 Walk of Fame 红星大奖20之星光大道             |      |
| 2014 | Small Steps Big Future 小脚印,大志向                         |      |
| 2014 | Chingay 2014 妆艺大游行2014                                  |      |
| 2014 | Lunar New Year Eve Show Special 2014 骏马奔腾喜迎春          |      |
| 2014 | My Heartland Carnival 邻邻艺计划                             |      |
| 2015 | Voice of China 4 中国好声音第四季新加坡招募总决赛            |      |
| 2015 | Silver Carnival 9 银色嘉年华 9                               |      |
| 2015 | Silver Carnival 10 银色嘉年华 10                             |      |
| 2015 | Hair Challenge 101 Series 10 护发挑战 101                    |      |
| 2015 | Smart @Work 3 上班不留白                                     |      |
| 2016 | Chingay 2016 妆艺大游行2016                                  |      |
| 2017 | Let's Go Dating 我们去相亲                                   |      |
| 2017 | Chingay 2017 妆艺大游行2017                                  |      |

## 奖项纪录

### 主持獎項
| 年份   | 颁奖典礼            | 奖项               | 作品           | 结果 |
| ------ | ------------------- | ------------------ | -------------- | ---- |
| 2010年 | 第16屆 红星大奖2010 | 最佳时事节目主持人 | 《早安您好》   | 提名 |
| 2011年 | 第17屆 红星大奖2011 | 最佳时事节目主持人 | 《早安您好》   | 提名 |
| 2012年 | 第18屆 红星大奖2012 | 最佳时事节目主持人 | 《早安您好》   | 獲獎 |
| 2013年 | 第19屆 红星大奖2013 | 最佳时事节目主持人 | 《早安您好》   | 提名 |
| 2014年 | 第20屆 红星大奖2014 | 最佳资讯节目主持人 | 《上班不留白》 | 提名 |
| 2015年 | 第21屆 红星大奖2015 | 最佳资讯节目主持人 | 《鄰鄰藝計劃》 | 提名 |

### 人气獎項
| 年份   | 地点   | 活动名称         | 入围/获得奖项        |
| ------ | ------ | ---------------- | -------------------- |
| 2015年 | 新加坡 | 《红星大奖2015》 | 二十大最受欢迎女艺人 |
| 2016年 | 新加坡 | 《红星大奖2016》 | 二十大最受欢迎女艺人 |

## 外部連結
- 有懿的Facebook專頁
- 有懿的X（前Twitter）
- 有懿的Instagram帳戶
- 有懿的Linkedin账号